# Эниссофобия
Эниссофобия — боязнь критики и осуждения со стороны общества. Человек, страдающий данной фобией, обычно не уверен в себе или своих силах, замкнут и чувствует себя виноватым перед другими людьми. Поведение человека с данной фобией регулируется нормами окружающих людей.

## Причины
Эниссофобия во многих случаях вызвана неприятным опытом в прошлом. Многим из людей приходилось испытывать такие чувства, как унижение, стыд или неловкость. Например воспоминания из детства, когда учитель ставит плохую оценку за выученный стих. Со временем замкнутость и неуверенность в себе только увеличивается, ведь во взрослом возрасте, получив выговор от начальника, человек испытывает те же эмоции, что и в детстве. Постепенно, человек совершенно перестает в себя верить, становится заранее уверен в своих неудачах. Хотя в некоторых случаях мозг порождает страх без видимой причины. Выявив первопричину, вы сможете избавиться от данной проблемы, просто исключив провоцирующие факторы. Наиболее подвержены риску: люди с общей склонностью к страху и тревоге, а также люди, которых легко обидеть и расстроить.

## Последствия
Из-за страха критики человек чувствует, будто кто-то украл у него вдохновение и мотивацию. Страх разрушает воображение, креативность и желание что-либо делать, а неосторожно сказанное слово может глубоко ранить человека, вызвать в нём сильные переживания и стресс.
Эниссофобия имеет две совершенно разные формы проявления:
- боязнь вступать в социальные отношения
- боязнь недостатка внимания со стороны общества, страх быть незамеченным.

## Симптомы
Симптомы фобии проявляются у всех по-разному. Наиболее часто встречающимися симптомами являются:
- Тошнота и рвота
- Покраснение кожи на лице и руках
- Частое мочеиспускание
- Тремор конечностей

Боязнь критики проявляется не только в проблемах со здоровьем, но также может привести человека к паническому состоянию.
Каждый случай заболевания индивидуален. Боязнь может пройти с течением времени, либо перерасти в более серьёзное заболевание.

## Лечение
Для лечения чаще всего прибегают к психотерапии и различным методикам из неё вытекающим. Если говорить о медикаментозном лечении, препараты
- антидепрессанты
- бета-блокаторы рецепторов и тд.

Все препараты следует принимать строго по рецепту врача.
Также распространено лечение с помощью гипноза. Человек входит в состояние гипнотического транса, когда деятельность сознания снижается, и на поверхность выходит подсознание. У человека появляется возможность заново пережить те моменты жизни, которые способствовали появлению тех или иных страхов, и поменять свое отношение к ним.

## Проявление эниссофобии во время публичных выступлений
Многие из нас испытывают страх перед выступлением перед большой аудиторией, страх сцены. Появление страха сцены неразрывно связано с боязнью критики со стороны публики. Человек начинает задумываться не над тем, насколько важен материал или тема его выступления, как он выглядит со стороны, что о нём будут говорить и что подумают. По данным психологов, страх перед публичными выступлениями присутствует у 95 % населения. Страх перед осуждением со стороны общества влияет не только на психическое состояние человека, но и на его карьерный рост, из-за страха критики человек замыкается в себе, что мешает ему добиваться успехов. Вместо преждевременного страха человека должно наполнять чувство уверенности. Уверенности в том, что его выступление значимо и даже полезно для слушателей. Подумайте о своих успехах, о том, чего вы уже добились. Когда человек уверен в себе, он заставляет других тоже в это верить.

## Критика
Эниссофобия — довольно распространенная боязнь, которую многие не раз испытывали, но у каждого она проявляется по-разному. Это фобия, симптомы которой могут быть схожи с симптомами других болезней, поэтому её легко спутать с другими психологическими заболеваниями. Боязнь может быть как самостоятельной болезнью, так и сопровождать другое психологическое расстройство (фобии на основе шизофрении или неврозов).